# Capitan Sinbad
Capitan Sinbad (Captain Sindbad) è un film del 1963 diretto da Byron Haskin.